# Schlotheimia ferruginea
Schlotheimia ferruginea är en bladmossart som beskrevs av Bridel 1826. Schlotheimia ferruginea ingår i släktet Schlotheimia och familjen Orthotrichaceae. Inga underarter finns listade i Catalogue of Life.